# Lekkoatletyka na Letnich Igrzyskach Olimpijskich 1920 – sztafeta 4 × 400 m mężczyzn
Sztafeta 4 x 400 m mężczyzn była jedną z konkurencji lekkoatletycznych na Letnich Igrzyskach Olimpijskich 1920. Zawody odbyły się w dniach 22-23 sierpnia. W zawodach uczestniczyło 24 zawodników z 6 państw.

## Rekordy
| Rekord świata     | 3:16,6 | Mel Sheppard Edward Lindberg Ted Meredith Charles Reidpath | Sztokholm (SWE) | 15 lipca 1912 |
| Rekord olimpijski | 3:16,6 | Mel Sheppard Edward Lindberg Ted Meredith Charles Reidpath | Sztokholm (SWE) | 15 lipca 1912 |

## Wyniki

### Półfinały
Półfinał 1
| Miejsce | Zawodnicy                                                         | Czas   | Kwal. |
| ------- | ----------------------------------------------------------------- | ------ | ----- |
| 1       | Jules Migeot, Omer Corteyn, Omer Smet, François Morren            | 3:38,8 | Q     |
| 2       | Cecil Griffiths, Robert Lindsay, John Ainsworth-Davis, Guy Butler | 3:40,9 | Q     |
| 3       | Géo André, Gaston Féry, Maurice Delvart, André Devaux             | 3:46,6 | Q     |

Półfinał 2
| Miejsce | Zawodnicy                                                   | Czas   | Kwal. |
| ------- | ----------------------------------------------------------- | ------ | ----- |
| 1       | Henry Dafel, Clarence Oldfield, Jack Oosterlaak, Bevil Rudd | 3:38,6 | Q     |
| 2       | George Schiller, George Bretnall, Ted Meredith, Frank Shea  | 3:40,7 | Q     |
| 3       | Sven Krokström, Sven Malm, Eric Sundblad, Nils Engdahl      | 3:46,4 | Q     |

### Finał
| Miejsce | Zawodnicy                                                         | Czas   |
| ------- | ----------------------------------------------------------------- | ------ |
| 1       | Cecil Griffiths, Robert Lindsay, John Ainsworth-Davis, Guy Butler | 3:22,2 |
| 2       | Henry Dafel, Clarence Oldfield, Jack Oosterlaak, Bevil Rudd       | 3:23,0 |
| 3       | Géo André, Gaston Féry, Maurice Delvart, André Devaux             | 3:23,5 |
| 4       | George Schiller, George Bretnall, Ted Meredith, Frank Shea        | 3:23,6 |
| 5       | Sven Krokström, Sven Malm, Eric Sundblad, Nils Engdahl            | 3:24,3 |
| 6       | Jules Migeot, Omer Corteyn, Omer Smet, François Morren            | 3:24,9 |